# فیل‌بان

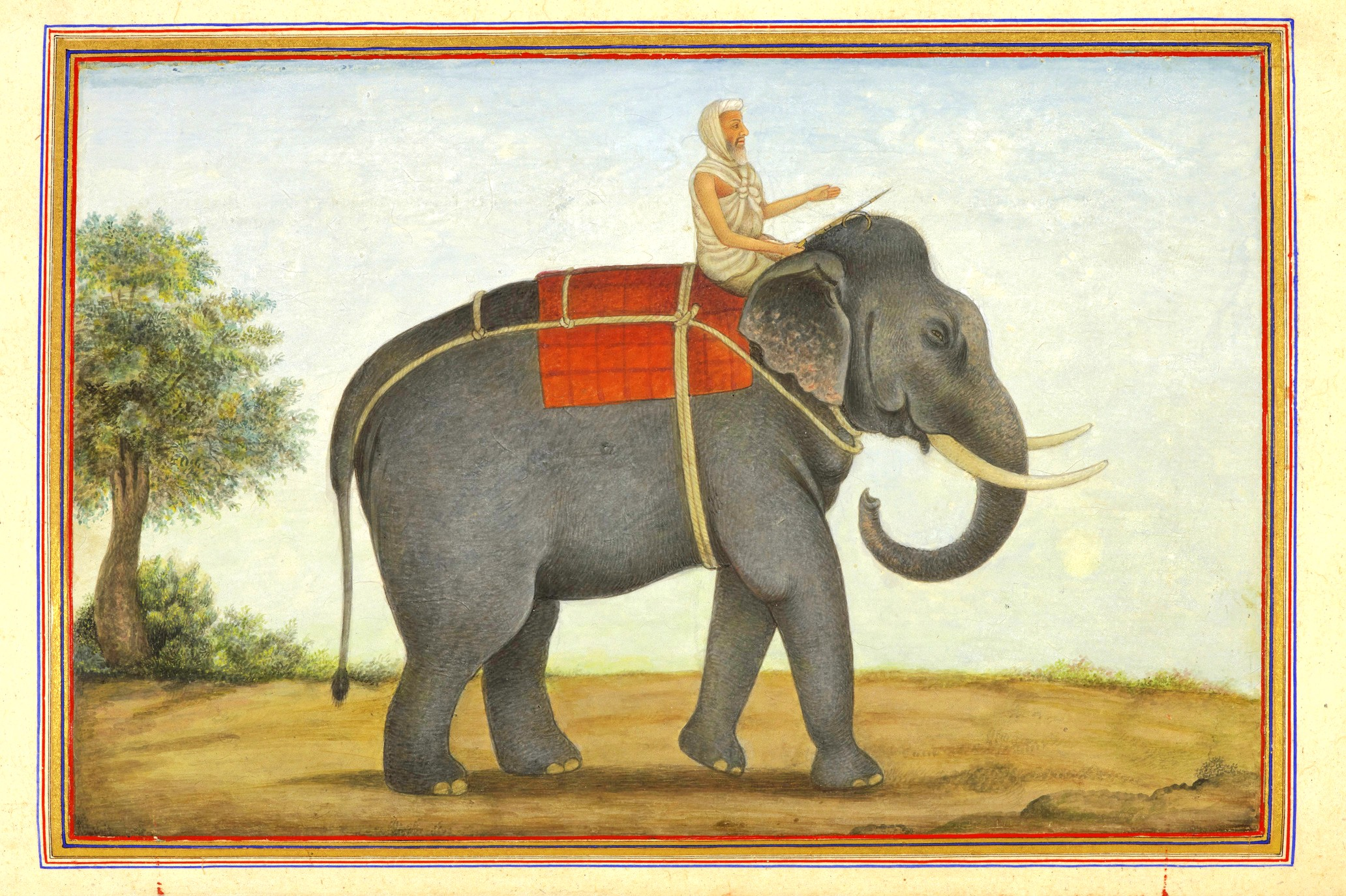
تصویری از یک فیل‌بان در هند سوار بر فیل خود از تشریح الاقوام (۱۸۲۵).

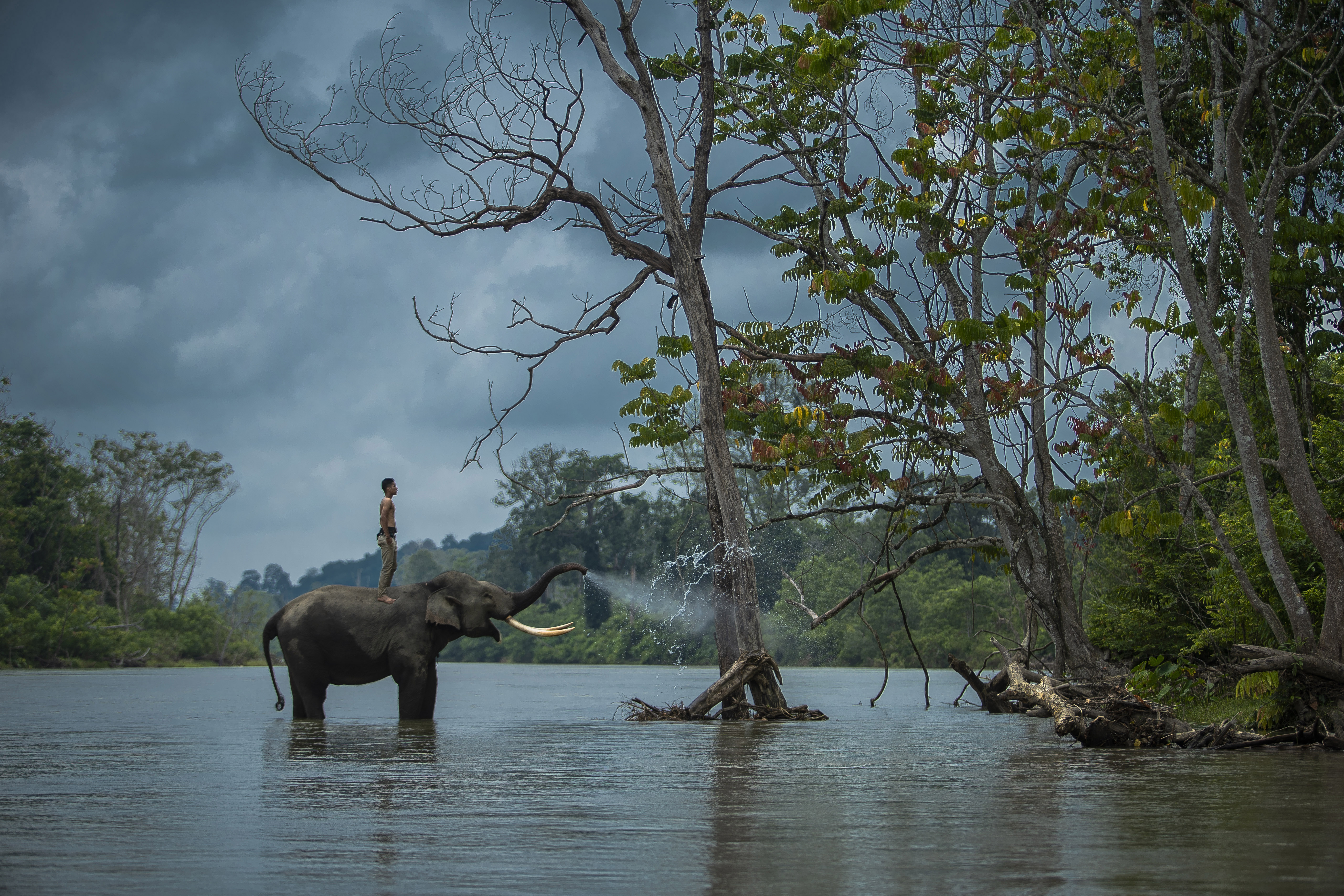
یک فیل‌بان در سَمپوینییِت، آچه، اندونزی

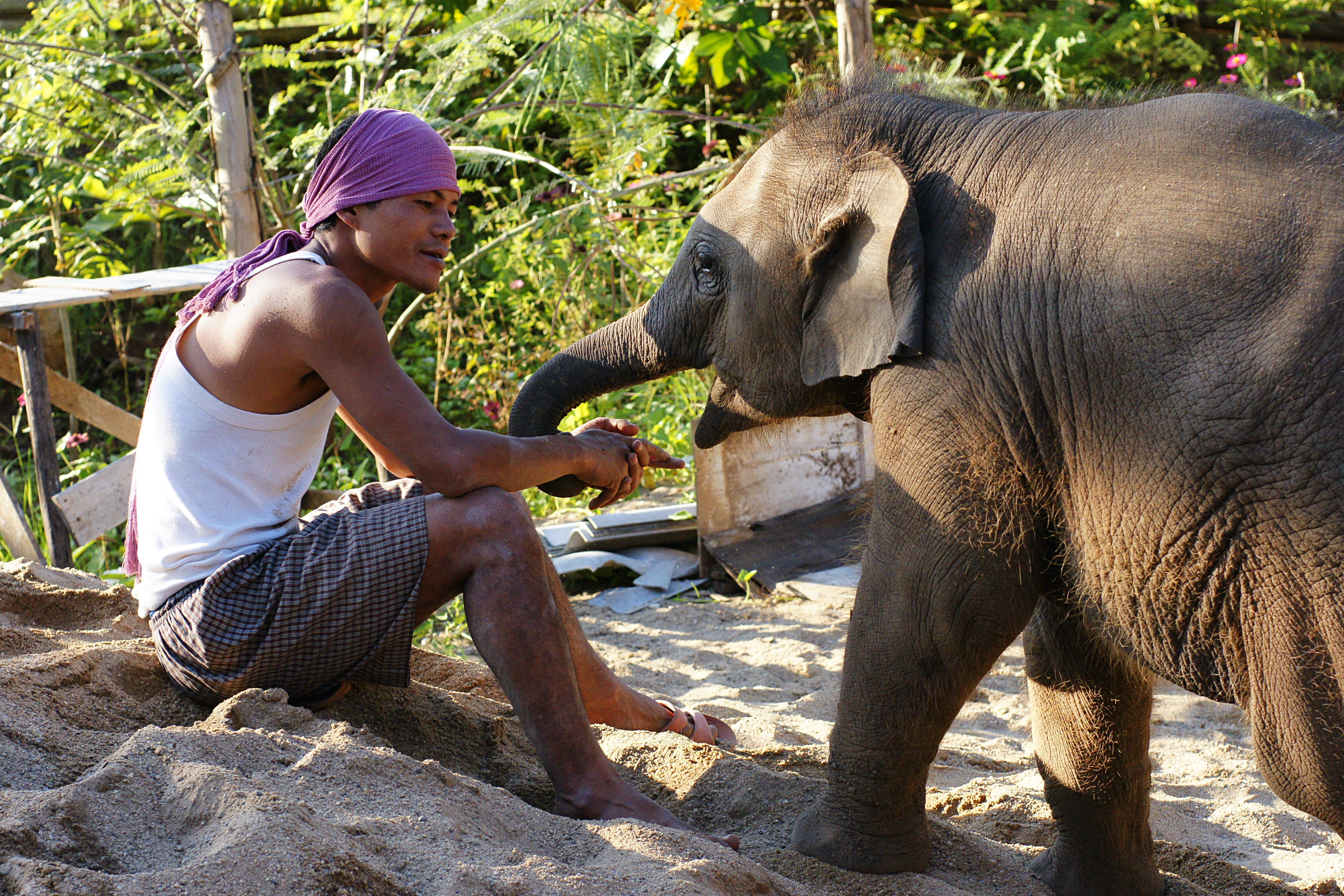
یک فیل‌بان در کنار یک فیل جوان در پارک طبیعی فیل‌ها، تایلند

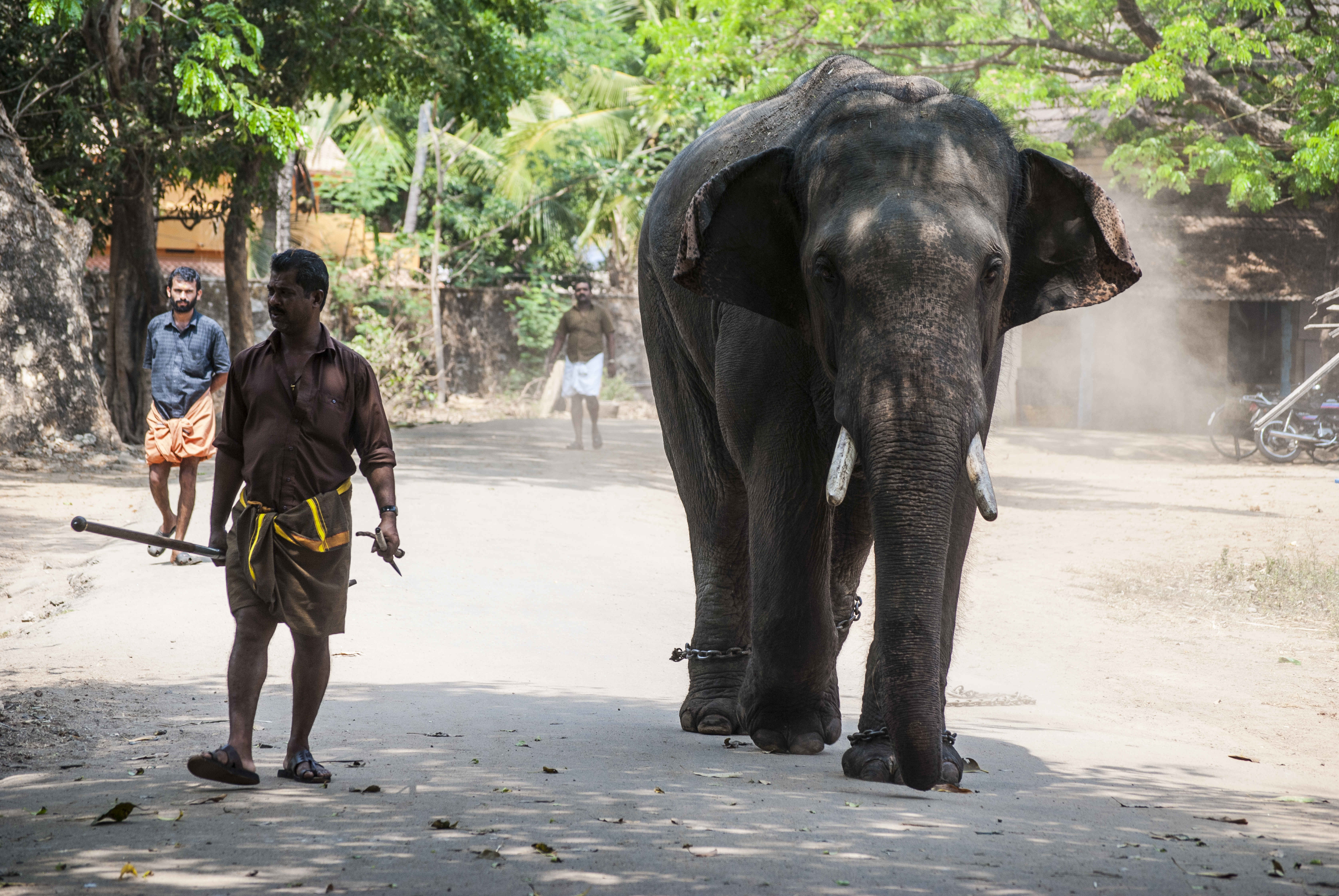
یک فیل جوان و فیل‌بانش، کرالا، هند

فیل‌بان (ماهوت) یک فیل‌سوار، مربی یا نگهدارنده فیل است. فیل‌بان‌ها از زمان‌های قدیم برای کاربردهای غیرنظامی و نظامی استفاده می‌شدند. به‌طور سنتی، فیل‌بان‌ها افرادی بودند که از گروه‌های قومی‌ای که تجربه نگهداری از فیل‌ها را داشتند پدید می‌آمدند، و یک فیل‌بان فیل خود را در طول عمر کاری خود یا سال‌های خدمت خود حفظ می‌کرد. فیل‌بان‌ها اغلب سوار بر کجاوه‌ای می‌شدند که پشت فیل‌شان قرار می‌گرفت.

## اشتقاق کلمه
کلمه ماهوت از کلمات زبان هندی mahaut (महौत) و mahavat (महावत) و در اصل از زبان سانسکریت mahamatra (महामात्र) برگرفته شده‌است.
اصطلاح دیگر برای یک فیل‌بان کورناک یا کورناک است که از طریق زبان پرتغالی وارد بسیاری از زبان‌های اروپایی شده‌است. این کلمه هم نهایتاً از واژه سانسکریت karināyaka مشتق شده‌است که ترکیبی از karin (فیل) و nayaka (رهبر) است.
در زبان تلوگو به شخصی که از فیل‌ها مراقبت می‌کند ماواتی می‌گویند. این کلمه نیز از زبان سانسکریت گرفته شده‌است.
در زبان تامیل کلمه به کار رفته pahan به معنی "حافظ فیل" و در زبان سینهالی kurawanayaka ("ارباب اصطبل") است. در زبان مالایالام کلمه استفاده شده paappaan است.
در میانمار، این حرفه u-si نامیده می‌شود. در تایلند این شغل کوان چانگ (ควาญช้าง)؛ و در ویتنام quản tượng نام دارد.

## تجهیزات فیل‌بان‌ها

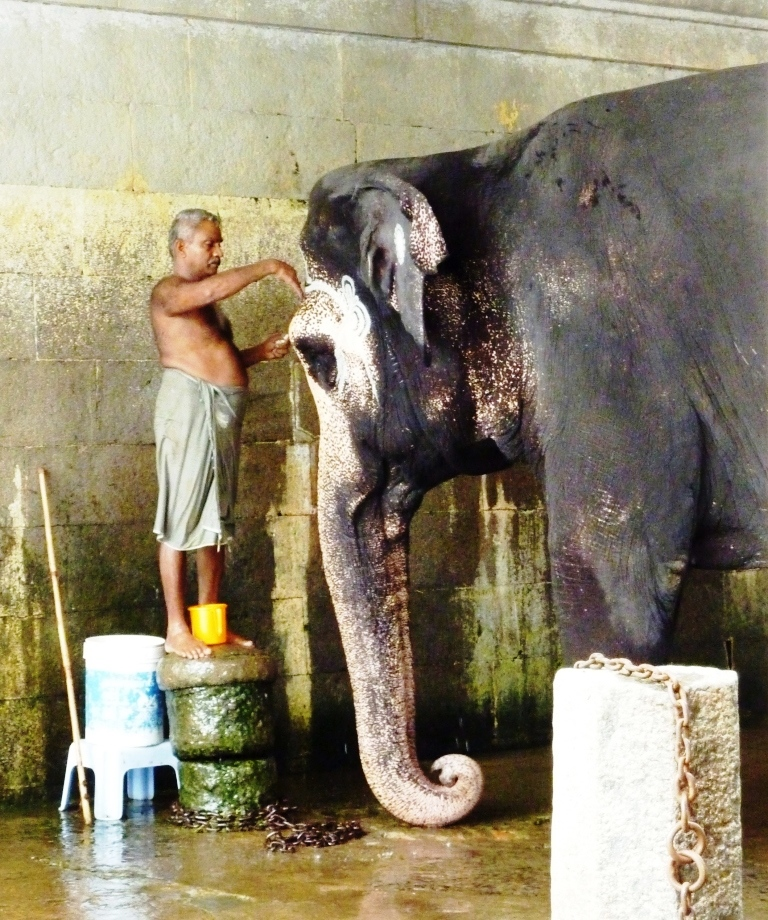
یک فیل‌بان در حال شستن فیلش، در یک معبد در کانچیپورام.

متداول‌ترین ابزار مورد استفاده فیل‌بان‌ها زنجیر و انکوسا (گواد، همچنین ankus یا anlius) است، یک قلاب فلزی تیز که برای هدایت در آموزش و نگهداری فیل‌ها استفاده می‌شود.
در هند، به ویژه کرالا، فیل‌بان‌ها از سه نوع وسیله برای کنترل فیل‌ها استفاده می‌کنند. ثوتی (قلاب) که ۳٫۵ فوت طول و حدود ۱ اینچ ضخامت دارد؛ ولیه‌کُل (دسته بلند) که طول آن ۱۰٫۵ فوت است و حدود ۱ اینچ ضخامت دارد؛ و چروکول (دسته کوتاه).

## جامعه‌شناسی
فیل‌ها و در نتیجه فیل‌بان‌ها نیز از دیرباز جزئی جدایی‌ناپذیر از سیاست و اقتصاد در سراسر جنوب و جنوب شرق آسیا بوده‌اند. این حیوانات به درخواست وزرای دولت به آنها و گاهی هم به عنوان هدیه اهدا می‌شدند. علاوه بر مشاغل سنتی‌تر، امروزه فیل‌بان‌ها در بسیاری از کشورها در خدمات جنگل‌داری و صنعت چوب‌بری و همچنین در گردشگری به کار گرفته می‌شوند.

## فیل‌بان‌ها در آثار فرهنگی
باغ‌وحش سنگاپور تا سال ۲۰۱۸ نمایشی به نام «فیل‌ها در محل کار و بازی» داشت، جایی که از فیل‌بان‌ها به عنوان «ماهوت» یاد می‌شد و نشان می‌داد که چگونه از فیل‌ها به عنوان جانوران باربر در جنوب شرقی آسیا استفاده می‌شود. دستورهای شفاهی که توسط فیل‌بان‌ها به فیل‌ها داده می‌شد، همه به زبان سینهالی، یکی از دو زبان رسمی سریلانکا بود.
ویترین مغازه‌ای که سیگارهای «ماهوت» را تبلیغ می‌کند در پس‌زمینه سکانس «رقص باران» در فیلمی از جین کلی در سال ۱۹۵۲ به نام آواز در باران نمایان است. کلمه "ماهوت" همچنین در اشعار آهنگ "Drop the Pilot" اثر Joan Armatrading وجود دارد.
نوشته جورج اورول با عنوان «تیراندازی به یک فیل» به رابطه یک فیل با فیل‌بانش می‌پردازد: «البته این فیل یک فیل وحشی نبود، بلکه یک فیل اهلی بود که مست شده بود. آن را به زنجیر بسته بودند، همان‌طور که فیل‌های رام همیشه در زمان حمله‌های از روی مستی‌شان در زنجیر هستند، اما شب قبل زنجیر خود را شکست و فرار کرد. آن فیل‌بان، تنها کسی که در آن حالت می‌توانست فیل را مدیریت کند، به تعقیب فیل رفته بود، اما فیل مسیر اشتباهی را در پیش گرفته بود و اکنون تا رسیدن به او دوازده ساعت فاصله بود… "